# José Bustamante (Fußballspieler, 1921)
José Bustamante Nava (* 5. März 1921 oder 5. März 1922 in Padilla; † unbekannt) war ein bolivianischer Fußballspieler. Der Abwehrspieler nahm mit der bolivianischen Nationalmannschaft an der Fußball-Weltmeisterschaft 1950 teil. 

## Karriere

### Verein
Auf Vereinsebene spielte José Bustamante mindestens von 1946 bis 1953 für den CD Litoral. Weitere Stationen sind nicht belegt.

### Nationalmannschaft
Bustamante nahm mit der Nationalmannschaft an den Südamerikameisterschaften 1946, 1947, 1949 und 1953 teil. Bestes Ergebnis für Bolivien war bei der Südamerikameisterschaft 1949 der vierte Platz. Im Folgejahr nahm er mit Bolivien an der Weltmeisterschaft in Brasilien teil. Dort kam er im einzigen Spiel gegen den späteren Weltmeister Uruguay zum Einsatz. Insgesamt bestritt er 29 Länderspiele.